# Cortaderia roraimensis
Cortaderia roraimensis är en gräsart som först beskrevs av Nicholas Edward Brown, och fick sitt nu gällande namn av Pilg.. Cortaderia roraimensis ingår i släktet Cortaderia, och familjen gräs. Inga underarter finns listade i Catalogue of Life.